# The Best of the Tannahill Weavers 1979-1989
| Recensione | Giudizio |
| ---------- | -------- |
| AllMusic   | [ 1 ]    |

The Best of the Tannahill Weavers 1979-1989 è un album discografico raccolta dei The Tannahill Weavers, pubblicato dall'etichetta discografica Green Linnet Records nel 1989.

## Tracce
Lato A
1. The Geese in the Bog / Jig of Slurs – 2:52 (Tradizionale; arrangiamento The Tannahill Weavers) – Tratto dall'album: The Tannahill Weavers (1979)
2. Auld Lang Syne – 3:17 (Robert Burns (testo), tradizionale (musica)) – Tratto dall'album: Tannahill Weavers IV (1981)
3. Tranent Muir – 2:35 (Tradizionale; arrangiamento The Tannahill Weavers) – Tratto dall'album: Dancing Feet (1987)
4. The Highland Laddie – 4:43 (Tradizionale; arrangiamento The Tannahill Weavers) – Tratto dall'album: Passage (1984)
5. Lucy Cassidy* / The Bletherskate** / The Smith of Chilliechassie*** – 3:27 (George MacIntyre*, Iain MacInnes**, tradizionale***) – Tratto dall'album: Land of Light (1986)
6. Farewell to Fiunary / Heather Island – 6:35 (Tradizionale; arrangiamento The Tannahill Weavers) – Tratto dall'album: The Tannahill Weavers (1979)

Lato B
1. Roddie MacDonald's Favourite – 2:45 (Tradizionale; arrangiamento The Tannahill Weavers) – Tratto dall'album: Passage (1984)
2. The Gypsy Laddie – 2:36 (Tradizionale; arrangiamento The Tannahill Weavers) – Tratto dall'album: The Tannahill Weavers (1979)
3. Jamie Raeburn's Farewell – 4:41 (Tradizionale; arrangiamento The Tannahill Weavers) – Tratto dall'album: Passage (1984)
4. Johnnie Cope / The Atholl Highlanders – 3:41 (Tradizionale; arrangiamento The Tannahill Weavers) – Tratto dall'album: Tannahill Weavers IV (1981)
5. I Once Loved a Lass – 3:52 (Tradizionale; arrangiamento The Tannahill Weavers) – Tratto dall'album: Tannahill Weavers IV (1981)
6. Turf Lodge* / The Cape Breton Fiddlers' Welcome to the Shetland Isles** / Lady Margaret Stewart° / The Flaggon°° – 6:31 (Pipe Major Angus MacDonald*, The Cape Breton Symphony**, Tradizionale° °°) – Tratto dall'album: Dancing Feet (album) (1987)

## Musicisti
The Geese in the Bog / Jig of Slurs / Farewell to Fiunary / Heather Island / The Gypsy Laddie
- Roy Gullane - strumenti suonati non indicati
- Hudson Swan - strumenti suonati non indicati
- Alan MacLeod - strumenti suonati non indicati
- Mike Ward - strumenti suonati non indicati
- Phil Smillie - strumenti suonati non indicati

Auld Lang Syne / Johnnie Cope / The Atholl Highlanders / I Once Loved a Lass
- Roy Gullane - chitarra, banjo tenore, banjo, voce
- Phil Smillie - flauto, whistles Eb e Bb, bodhrán, glockenspiel, arpa celtica, voce
- Alan MacLeod - warpipes, whistles, mandola, organo, voce
- Les Wilson - bouzouki, mandolino, chitarra, basso a pedaliera, voce

Tranent Muir / Turf Lodge / The Cape Breton Fiddlers' Welcome to the Shetland Isles / Lady Margaret Stewart / The Flaggon
- Roy Gullane - chitarra, voce
- Ross Kennedy - bouzouki, basso a pedaliera, voce
- Iain MacInnes - highland bagpipes, Scottish small pipes D e B, pennywhistles, flauto (low Eb)
- Stuart Morrison - fiddles, bones, chitarra
- Phil Smillie - flauto Eb e D, pennywhistles, bodhrán, voce

The Highland Laddie / Roddie MacDonald's Favourite / Jamie Raeburn's Farewell
- Roy Gullane - voce, chitarra acustica, banjo tenore, mandolino
- Phil Smillie - voce, flauto, whistle, bodhrán, tastiere
- Bill Bourne - voce, bouzouki, chitarra acustica, chitarra elettrica, fiddle, tastiere, basso a pedaliera
- Alan MacLeod - bagpipes, mandolino, whistle, bodhrán